# Иодид иттербия(III)
Иодид иттербия(III) — бинарное неорганическое соединение,
соль иттербия и иодистоводородной кислоты с формулой YbI3,
жёлтые кристаллы,
растворяется в воде,
образует кристаллогидрат.

## Получение
- Нагревание чистых веществ под давлением:

{\displaystyle {\mathsf {2Yb+3I_{2}\ {\xrightarrow {500^{o}C}}\ 2YbI_{3}}}}
- Безводную соль получают нагреванием смеси кристаллогидрата и иодида аммония в вакууме:

{\displaystyle {\mathsf {YbI_{3}\cdot 10H_{2}O+mNH_{4}I\ {\xrightarrow {400^{o}C}}\ YbI_{2}+mNH_{3}\uparrow +mHI\uparrow +10H_{2}O\uparrow }}}

## Физические свойства
Иодид иттербия(III) образует жёлтые кристаллы.
Растворяется в воде.
Образует кристаллогидрат состава YbI3•10H2O.